# 発信地球号
『発信地球号』（はっしんちきゅうごう）は、1992年1月4日から同年3月28日までTBSで放送されていたテレビ番組である。放送時間は毎週土曜 7:15 - 7:30 （日本標準時）。
| TBS 土曜7:15枠 | TBS 土曜7:15枠                              | TBS 土曜7:15枠                                            |
| 前番組         | 番組名                                      | 次番組                                                    |
| -------------- | ------------------------------------------- | --------------------------------------------------------- |
| ザ・ウェイ     | 発信地球号 （1992年1月4日 - 1992年3月28日） | 大好き!パパ （1992年4月4日 - 1992年9月26日） ※7:00 - 7:30 |

| スタブアイコン | サブスタブ | この項目は、まだ閲覧者の調べものの参照としては役立たない、テレビ番組に関連した書きかけの項目です。この項目を加筆・訂正などしてくださる協力者を求めています（P:テレビ/PJ:放送または配信の番組）。 |